# Callistethus afghana
Callistethus afghana är en skalbaggsart som beskrevs av Vladimir Balthasar 1967. Callistethus afghana ingår i släktet Callistethus och familjen Rutelidae. Inga underarter finns listade.